# Sanogasta approximata
Sanogasta approximata är en spindelart som först beskrevs av Albert Tullgren 1901.  Sanogasta approximata ingår i släktet Sanogasta och familjen spökspindlar. Inga underarter finns listade i Catalogue of Life.